# Lotte Wæver
Lotte Wæver (* 17. Februar 1942) ist eine ehemalige dänische Programmsprecherin und Schauspielerin. 
Sie war eine der ersten Programmsprecherinnen im dänischen Fernsehen und war darin bis 1971 tätig. 1964 moderierte sie den Grand Prix Eurovision in Kopenhagen. Als Schauspielerin war sie in den dänischen Spielfilmen Midt i en jazztid (1969) und Aftenlandet (1977) zu sehen.
Nach ihrer Tätigkeit beim Dänischen Rundfunk arbeitete sie als Lehrerin.